# 安宁法华寺
法华寺，全称法华普光明寺，俗称“睡佛寺”，位于中国云南省安宁市连然街道东部桃花村委会小桃花村以南约1公里的洛阳山中。关于修建时间，一说建于南诏国中期，一说建于大理国早期，曾为滇中地区的佛教胜地，现仅存石窟遗迹和近代以来修建的简易庙宇，目前仅有一名僧人常驻于此。
法华寺为云南省现存第二大石窟群，也是云南大理国时期第二大石窟群，仅次于剑川石钟山石窟，极其珍贵。石窟造像分别刻于东、南两岩，东岩刻有十八罗汉、观音菩萨、地藏菩萨等，西岩刻有释迦苦行，牧女献乳，青牛负经，释迦摩尼涅槃等佛教造像以及禹王碑等。西岩刻像其主体为一尊长4.3米的释迦摩尼涅槃像。
由于历经各朝的破坏以及文化大革命时期的严重损毁，大部分石窟雕刻已经面目全非。1965年，法华寺石窟成为第一批云南省级重点文物保护单位。近年来虽然有所修复，但是大部分石窟依然损毁严重，并且密布各类人为刻划，保护状况极差。

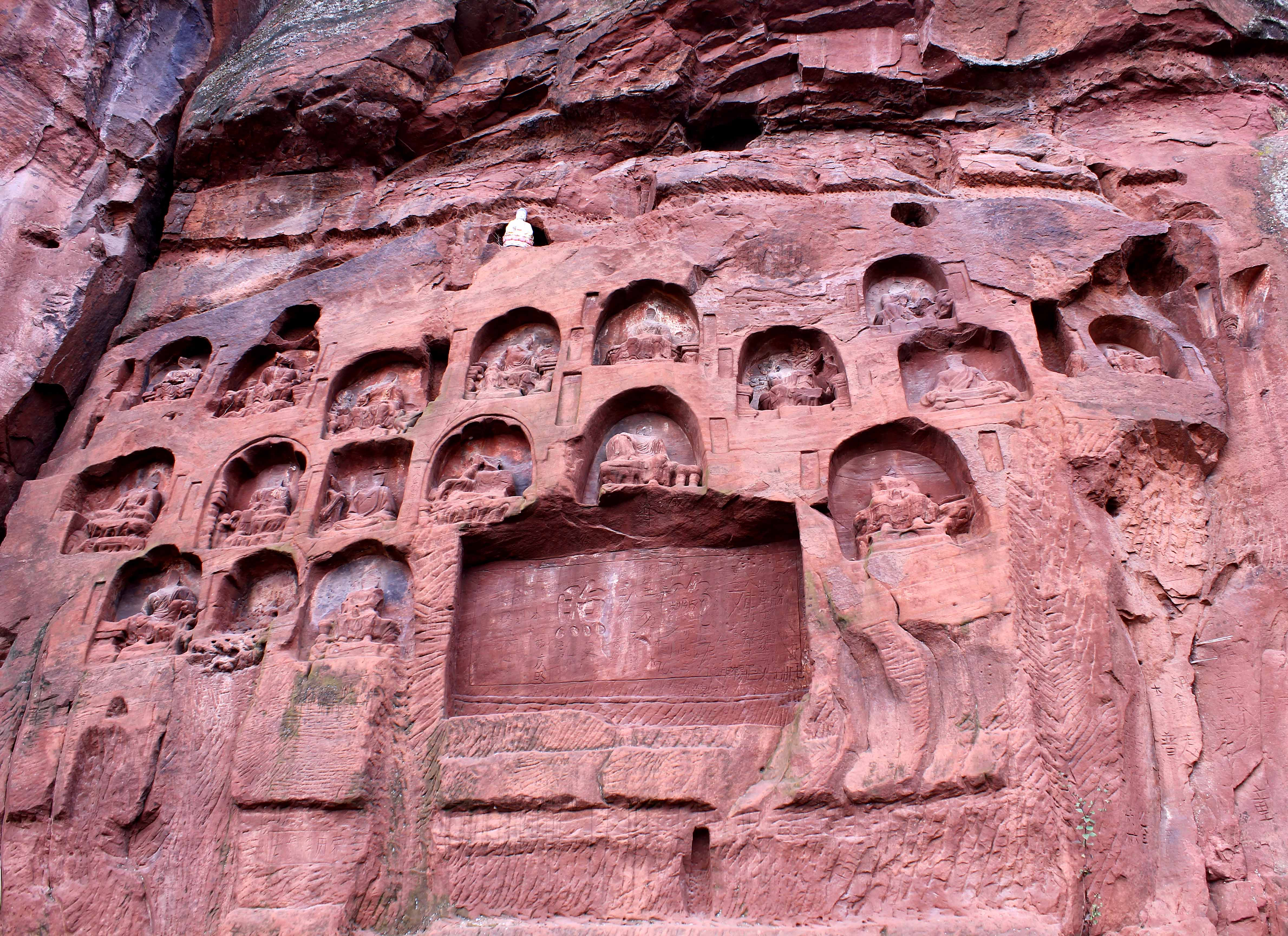
安宁法华寺的罗汉崖